# Kanton Cahuana
Der Kanton Cahuana ist ein Gemeindebezirk im Departamento Oruro im südamerikanischen Anden-Staat Bolivien.

## Lage im Nahraum
Der Kanton (bolivianisch: Cantón) Cahuana ist einer von siebzehn Kantonen des Landkreises (bolivianisch: Municipio) Sabaya in der Provinz Sabaya. Er grenzt im Norden an den Kanton Pacariza, im Nordwesten an den Kanton Cruz de Huayllas, im Westen an den Kanton San Antonio de Pitacollo, im Südwesten an den Kanton Pagador, im Süden an den Kanton Villa Vitalina, im Südosten an den Kanton Villa Rosario, und im Nordosten an den Kanton Sabaya.
Der Kanton erstreckt sich zwischen etwa 19° 00' und 19° 09' südlicher Breite und 68° 24' und 68° 32' westlicher Länge, er misst von Norden nach Süden bis zu 16 Kilometer und von Westen nach Osten bis zu 13 Kilometer. Im westlichen Teil des Kantons liegt der zentrale Ort des Kantons, Cahuana, mit 85 Einwohnern (Volkszählung 2001), im nördlichen Teil der größte Ort des Kantons, Agua Rica mit 115 Einwohnern. Die mittlere Höhe des Kantons ist 3800 m.
Der Kanton wird eingerahmt von drei Berggipfeln, die mehr als eintausend Meter aus der Ebene aufragen: der Tata Sabaya (5385 m) im Südwesten, der Cerro Pariani (5077 m) im Südosten, und der Cerro Pumiri (4805 m) im Nordosten nahe der Ortschaft Sabaya.

## Geographie
Der Kanton Cahuana liegt wenige Kilometer nördlich des den Salzsees Salar de Coipasa am Westrand des bolivianischen Altiplano und wird nach Westen durch die Ausläufer der Cordillera Occidental begrenzt, nach Süden durch die Gipfel des Tata Sabaya und des Munduyo.
Das Klima der Region ist semiarid, der Jahresniederschlag liegt bei nur 200 mm (siehe Klimadiagramm Sabaya). Von April bis November herrscht Trockenzeit mit Monatswerten von weniger als 10 mm Niederschlag, die Feuchtezeit im Sommer ist kurz und der Regen wenig ergiebig. Die Jahresdurchschnittstemperatur liegt bei knapp 7 °C ohne wesentliche Schwankungen im Jahresverlauf, aber mit starken Tagesschwankungen der Temperatur und häufigem Frostwechsel.
Die Vegetation in der Region entspricht der semiariden Puna. Sie ist baumlos und setzt sich vor allem aus Dornsträuchern, Gräsern, Sukkulenten und Polsterpflanzen zusammen. Sie wird wirtschaftlich als Lama-, Alpaka- und Schafweide genutzt.

## Bevölkerung
Die Einwohnerzahl in dem Kanton ist zwischen den beiden letzten Volkszählungen auf das Vierfache angestiegen:
- 1992: 51 Einwohner (Volkszählung)[3]
- 2001: 208 Einwohner (Volkszählung)[4]
- 2010: Neuere Daten liegen noch nicht vor, im Municipio Sabaya hat sich zwischen 2001 und 2010 die Bevölkerung verdoppelt[5]

Die Bevölkerungsdichte des Municipio Sabaya bei der Volkszählung 2001 betrug 1,3 Einwohner/km², die Lebenserwartung der Neugeborenen lag im Jahr 2001 bei 54,9 Jahren.
Der Alphabetisierungsgrad bei den über 19-Jährigen beträgt 94 Prozent, und zwar 98 Prozent bei Männern und 89 Prozent bei Frauen (2001).
Die Region weist einen hohen Anteil an Aymara-Bevölkerung auf, im Municipio Sabaya sprechen 62,9 % der Bevölkerung die Aymara-Sprache.

## Gliederung
Der Kanton Cahuana umfasst die folgenden vier Ortschaften (localidades):
- Agua Rica – 115 Einwohner (2001)
- Cahuana – 85 Einwohner
- Estancia Carpa Huano – 8 Einwohner
- Estancia Tambo – 0 Einwohner